# حفل توزيع جوائز الغولدن غلوب الخامس والسبعون
حفل جائزة الغولدن غلوب الخامس والسبعون (بالإنجليزية: 75th Golden Globe Awards)‏ هو حفلٌ لتكريم أفضل الأعمال السينمائية والتلفزيونية لسنة 2017، عُرض في 7 يناير 2018 في فندق ذا بيفرلي هيلتون، في حي بيفرلي هيلز في لوس أنجلوس، وبدأ الساعة 5:00 م بالتوقيت الباسيفيكي. الحفل من إنتاج شركة ديك كلارك للإنتاج بالتعاون مع رابطة هوليوود للصحافة الأجنبية، وبُث في الولايات المتحدة على شبكة إن بي سي ودبي وان وإم بي سي 4 في الشرق الأوسط وشمال أفريقيا.
قدم الحفل الكوميدي ومقدم البرامج الحوارية سيث مايرز، وكانت هذه أول حفلة غولدن غلوب يقدمها مايرز الذي يُذاع برنامجه «ليت نايت ويذ سيث مايرز» على شبكة إن بي سي. أُعلنت الترشيحات في 11 ديسمبر 2017، من قبل ألفري وودارد وشارون ستون وكريستن بل وغاريت هيدلوند. وفي 13 ديسمبر 2017، أعلن أن أوبرا وينفري ستكون الحاصلة على الجائزة الفخرية سيسيل بي دوميل.
واختار أغلب الممثلات الحاضرات في الحفل ارتداء اللون الأسود بناءً على طلب من حركة تايمز أب ناو التي أسستها نحو 300 امرأة من مجال السينما والتلفزيون والمسرح، في أعقاب فضيحة هارفي واينستين التي هزت صناعة الترفيه الأمريكية.
وكان فيلم ثلاث لوحات خارج إيبينغ، ميزوري هو الفائز الأكبر في الحفل، بحصوله على أربع جوائز أهمها جائزة أفضل فيلم درامي، وحصلت فرانسيس مكدورماند على جائزة أفضل ممثلة عن دورها في الفيلم، بينما تلقى زميلها سام روكويل جائزة أفضل مساند، وفاز كاتب ومخرج الفيلم مارتن ماكدونا بجائزة أفضل سيناريو.

## الفائزون والمرشحون

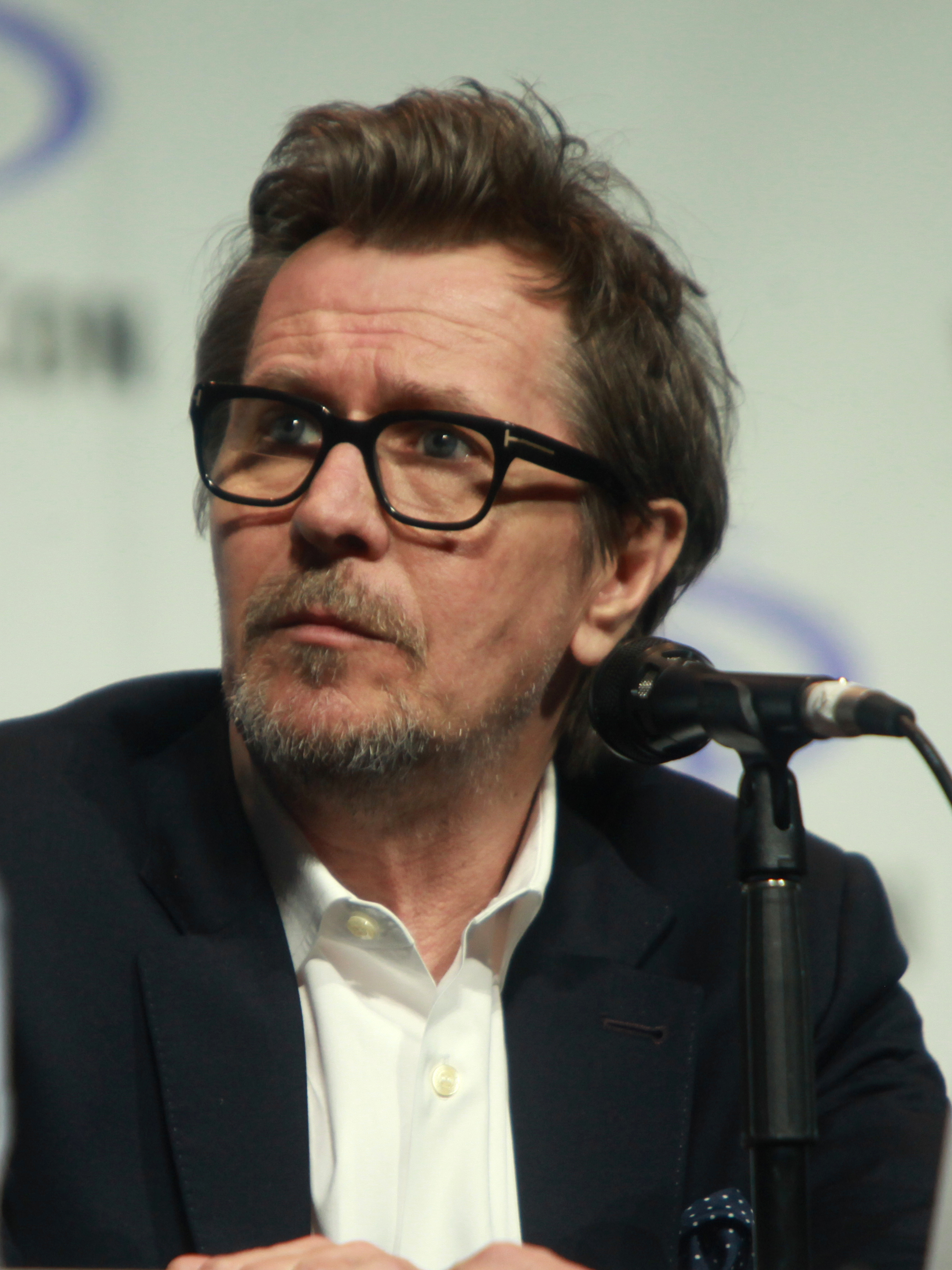
غاري أولدمان فاز بجائزة أفضل ممثل - فيلم درامي

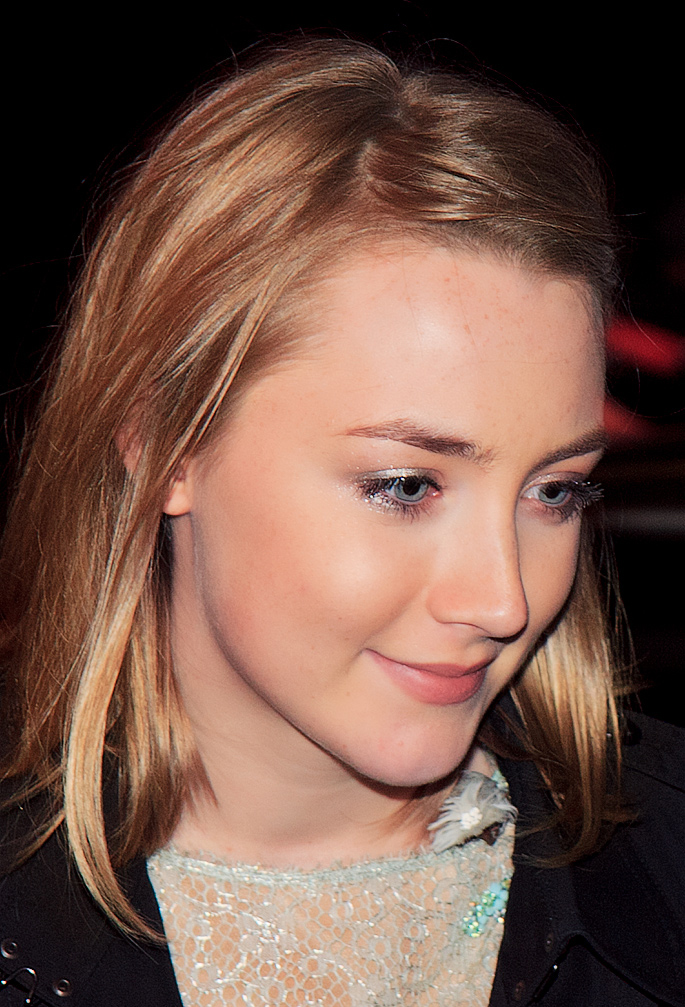
سيرشا رونان فازت بأفضل ممثلة - فيلم كوميدي

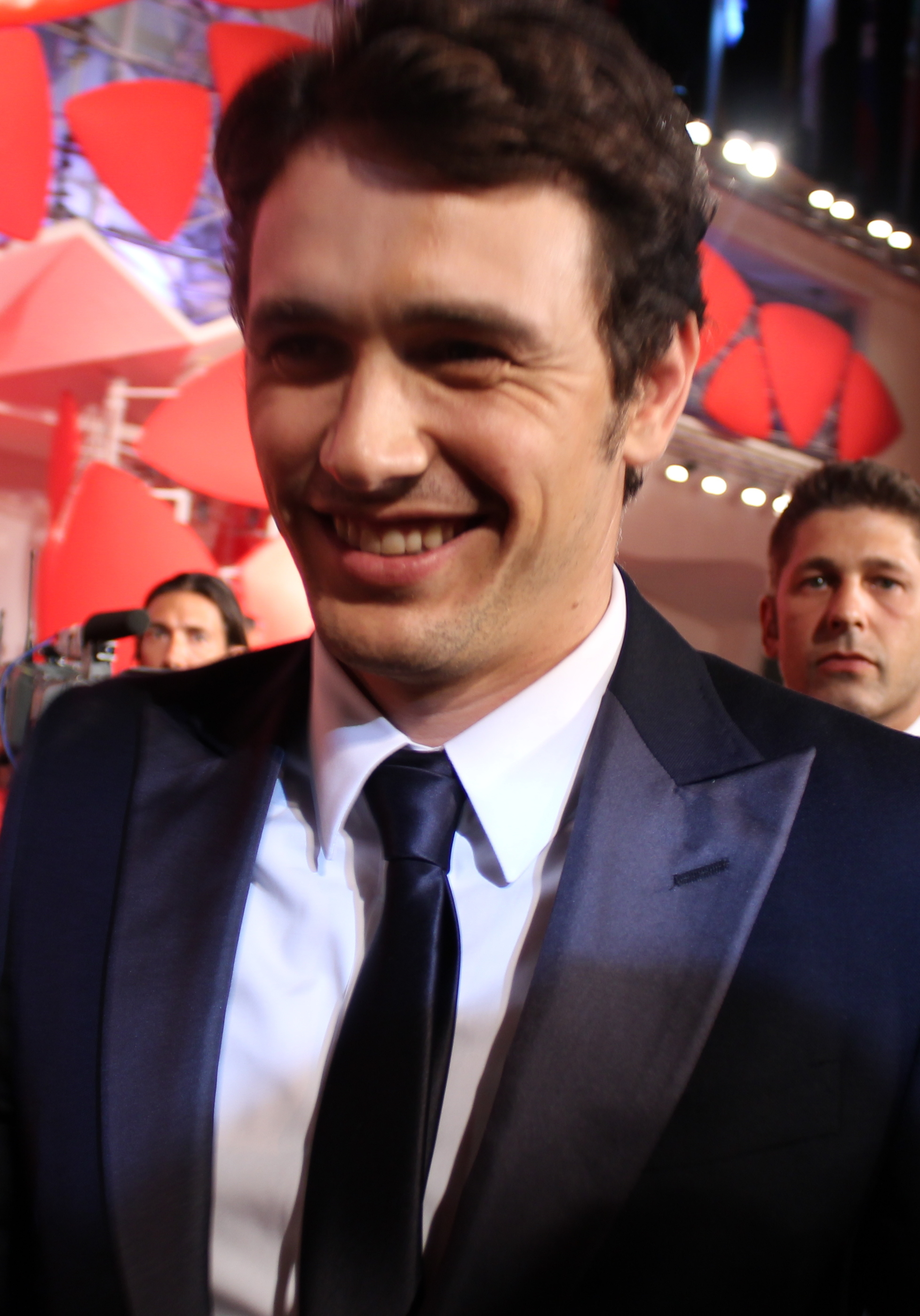
جيمس فرانكو فاز بأفضل ممثل - فيلم كوميدي

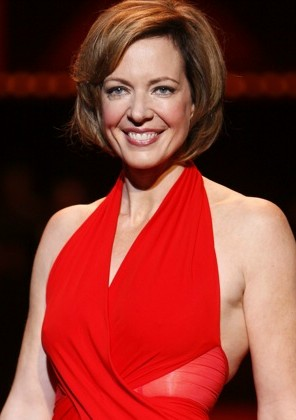
أليسون جاني فازت بجائزة أفضل ممثلة مساندة

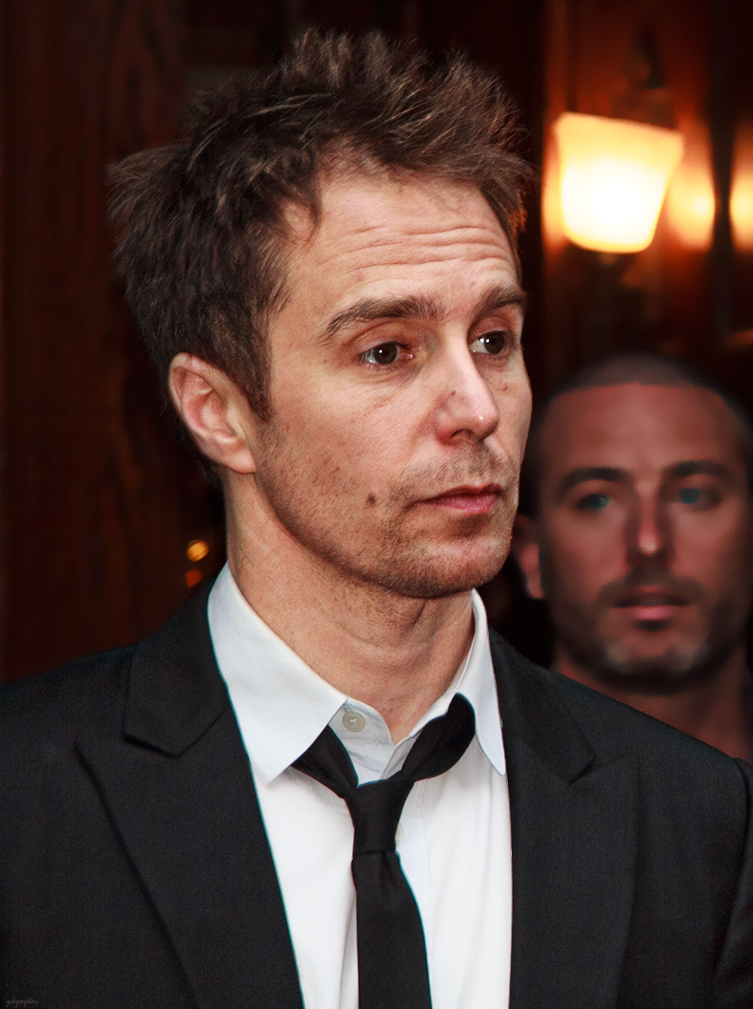
سام روكويل فاز بجائزة أفضل ممثل مساند

### الأفلام
| أفضل فيلم | أفضل فيلم |
| دراما | كوميدي أو موسيقي |
| --- | --- |
| - ثلاث لوحات خارج إيبينغ، ميزوري - دونكيرك - نادني بإسمك - ذا بوست - شكل الماء | - ليدي بيرد - الفنان الكارثة - غت آوت - الاستعراضي الأعظم - أنا، تونيا |
| أفضل أداء في فيلم درامي | |
| ممثل | ممثلة |
| - غاري أولدمان – الساعة الأكثر ظلمة بدور ونستون تشرشل - تيموثي تشالاميت – نادني بإسمك بدور إليو برلمن - دانيال دي لويس – فانتوم ثريد بدور رينولدز وودكوك - دنزل واشنطن – المبجل رومان جي إسرائيل بدور رومان جي إسرائيل - توم هانكس – ذا بوست بدور بن برادلي       | - فرانسيس مكدورماند – ثلاث لوحات خارج إيبينغ، ميزوري بدور ميلدريد هايز - جيسيكا شاستاين – لعبة مولي بدور مولي بلوم - سالي هوكينز – شكل الماء بدور إليسا إسبوسيتو - ميريل ستريب – ذا بوست بدور كاثرين غراهام - ميشيل ويليامز – كل المال في العالم بدور غيل هاريس |
| أفضل أداء في فيلم موسيقي أو كوميدي | |
| ممثل | ممثلة |
| - جيمس فرانكو – الفنان الكارثة بدور تومي - ستيف كارل – معركة الجنسين بدور بوبي ريغز - أنسيل إلغورت – بيبي درايفر بدور بيبي/مايلز - هيو جاكمان – الاستعراضي الأعظم بدور بي تي بارنوم - دانييل كالويا – غت آوت بدور كريس واشنطن                                     | - سيرشا رونان – ليدي بيرد بدور كريستينا - جودي دينش – فيكتوريا وعبدول بدور الملكة فيكترويا - هيلين ميرين – The Leisure Seeker بدور إلا روبينا - مارجوت روبي – أنا، تونيا بدور تونيا هاردينغ - إيما ستون – معركة الجنسين بدور بيلي جين كينغ                      |
| أفضل أداء ثانوي في فيلم | |
| ممثل مساعد | ممثلة مساعدة |
| - سام روكويل – ثلاث لوحات خارج إيبينغ، ميزوري بدور جيسون ديكسون - ويليم دافو – مشروع فلوريدا [الإنجليزية] بدور بوبي هيكس - أرمي هامر – نادني بإسمك بدور أوليفر - ريتشارد جينكينز – شكل الماء بدور غيلس - كريستوفر بلامر – مدباوند [الإنجليزية] بدور فلورنس جاكسون | - أليسون جاني – أنا، تونيا بدور لافونا غولدن - ماري جي بلايج – مدباوند بدور روز ماكسون - لوري ميتكاف – ليدي بيرد بدور فلورنس جاكسون - أوكتافيا سبنسر – شكل الماء بدور زيلدا فولر - هونغ تشاو – داون سايزينغ بدور لان تران                                       |
| جوائز أخرى | |
| أفضل مخرج | أفضل سيناريو |
| - جييرمو ديل تورو – شكل الماء - مارتن ماكدونا – ثلاث لوحات خارج إيبينغ، ميزوري - كريستوفر نولان - دونكيرك (فيلم) - ريدلي سكوت – كل المال في العالم - ستيفن سبيلبرغ – ذا بوست                                                                                      | - مارتن ماكدونا – ثلاث لوحات خارج إيبينغ، ميزوري - جييرمو ديل تورو وفينيسا تايلر – شكل الماء - جريتا جيروج – ليدي بيرد - آرون سوركين – لعبة مولي - جوش سينجر – ذا بوست                                                                                          |
| أفضل موسيقى تصويرية أصلية | أفضل أغنية أصلية |
| - ألكسندر ديسبلا – شكل الماء - كارتر بورول – ثلاث لوحات خارج إيبينغ، ميزوري - جوني غرين وود – فانتوم ثريد - جون ويليامز – ذا بوست - هانز زيمر – دونكيرك | - ذيس إز مي (جستين بول) - الاستعراضي الأعظم - هوم (نيك جوناس، جاستن ترانتر ونيك مونسون) - فيردناند - مايتي ريفر (ماري جي بلايج) - مدباند - ريمبر مي (كريستن لوبيز) - كوكو - ذا ستار (ماريا كاري) - النجمة                                                       |

### أفلام بعدة ترشيحات

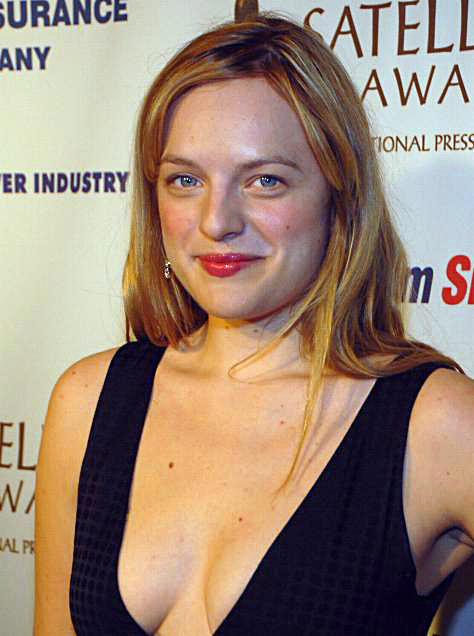
إليزابيث موس فازت بجائزة أفضل ممثلة - مسلسل درامي

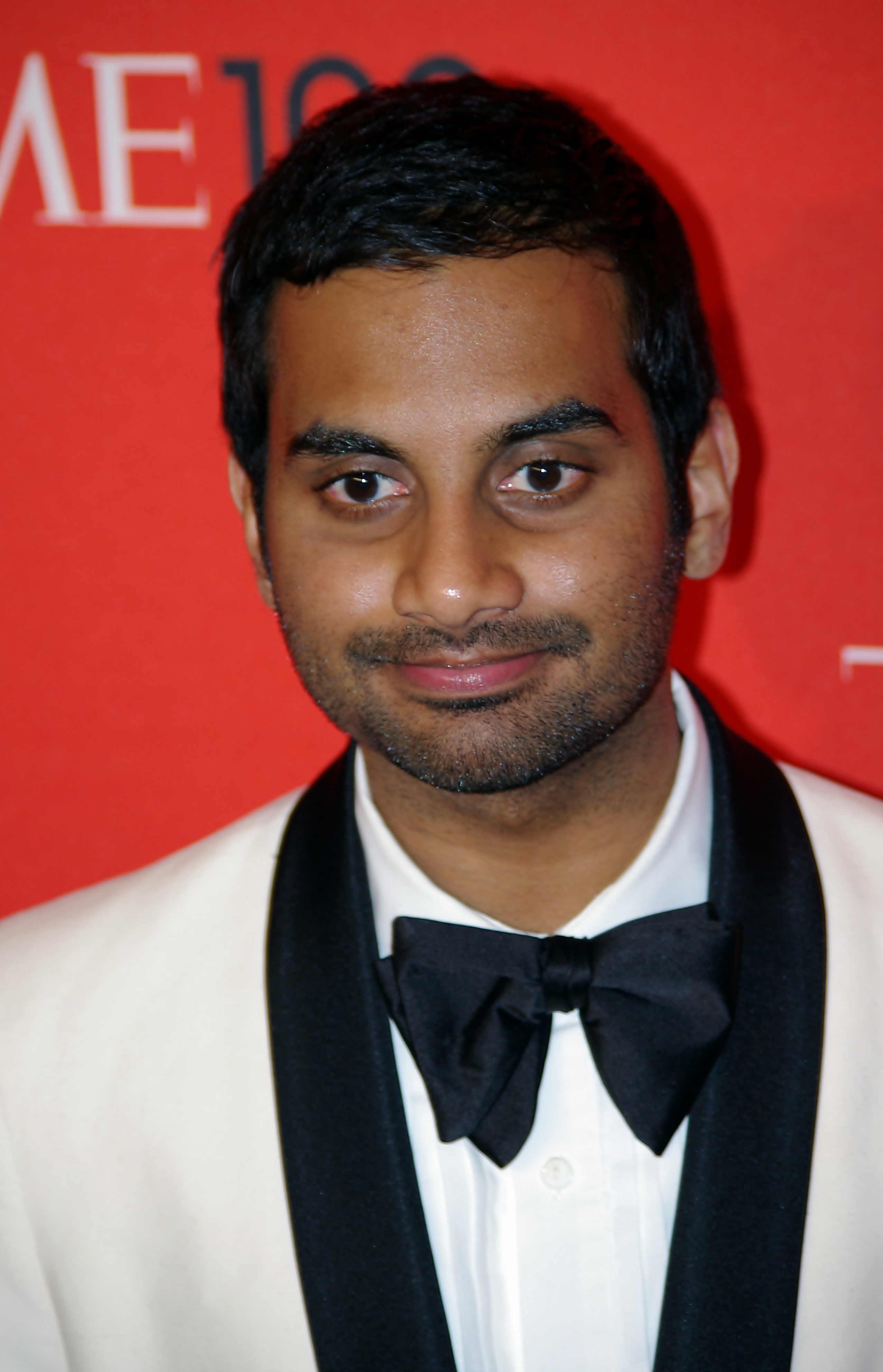
عزيز أنصاري فاز بجائزة أفضل ممثل - مسلسل كوميدي

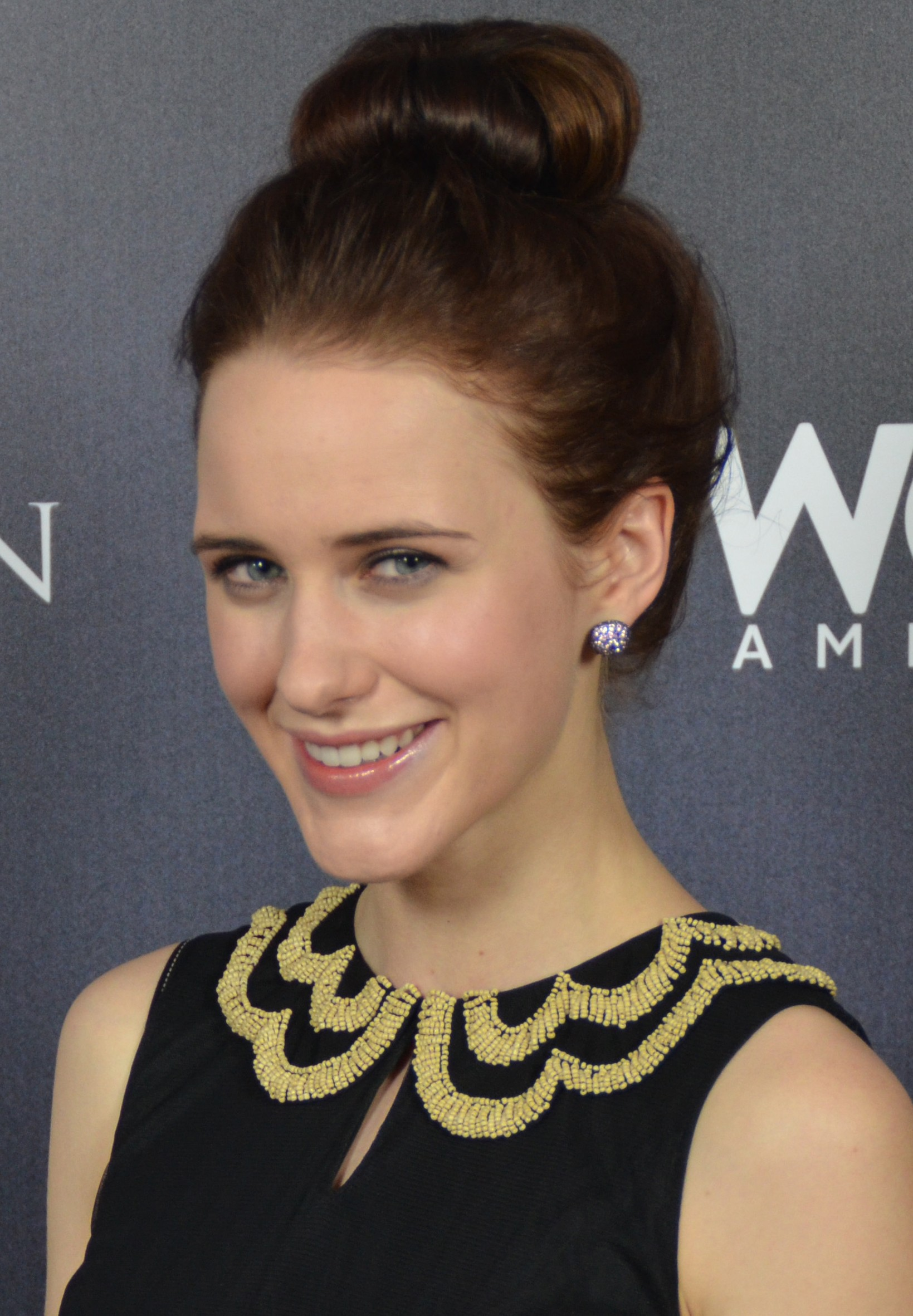
رايتشل بروسنان فازت بجائزة أفضل ممثلة - مسلسل كوميدي

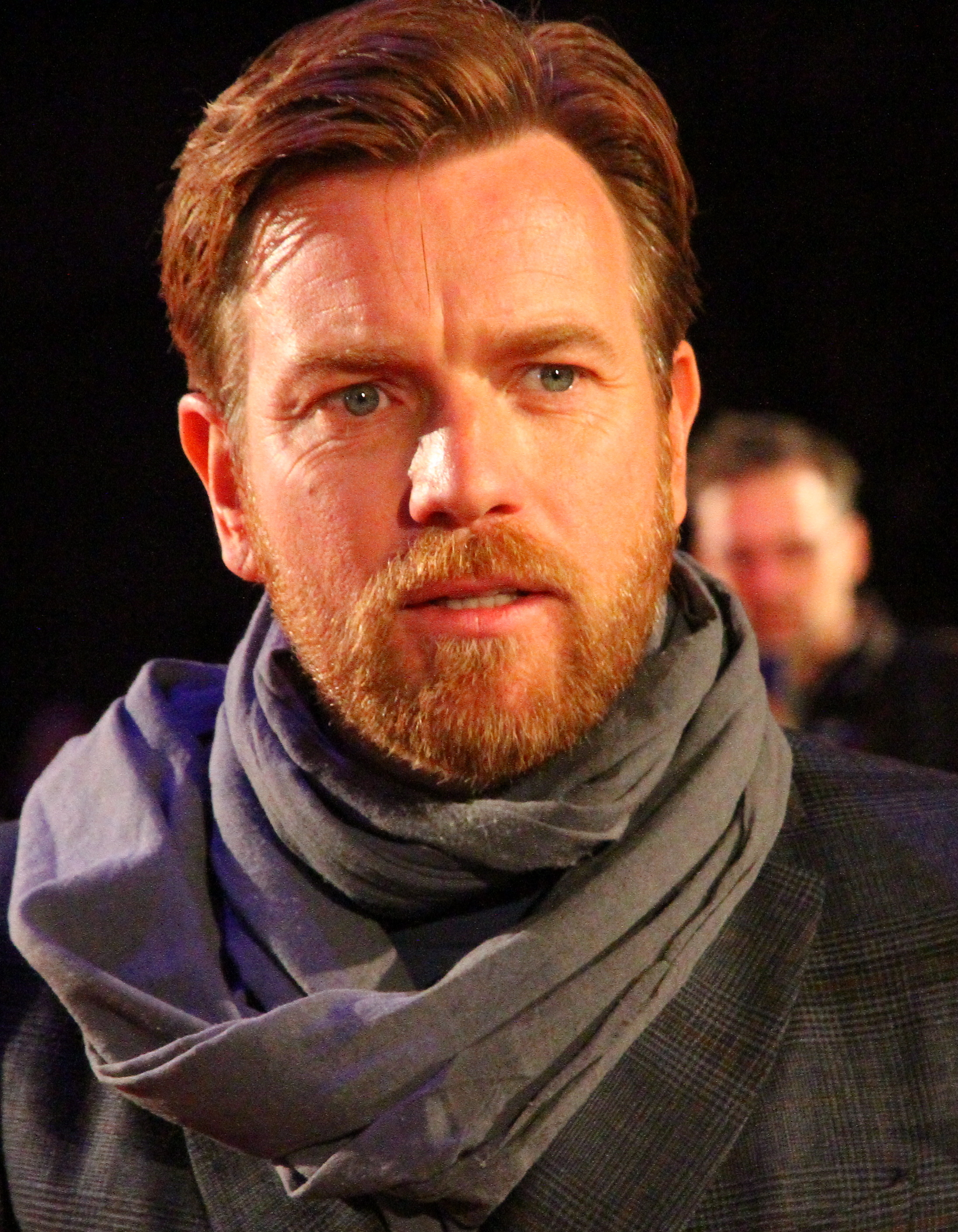
إيوان مكريغور فاز بجائزة أفضل ممثل في مسلسل قصير أو فيلم تلفزيوني

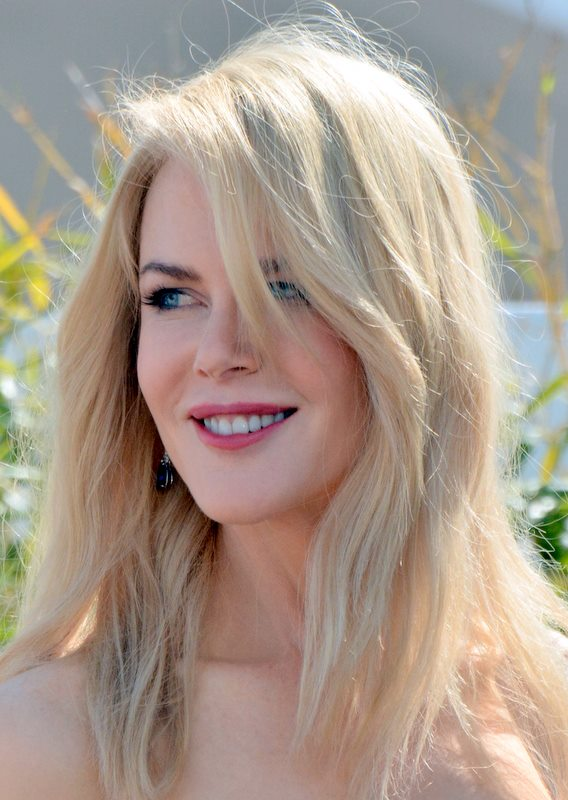
نيكول كيدمان فازت بجائزة أفضل ممثلة في مسلسل قصير أو فيلم تلفزيوني

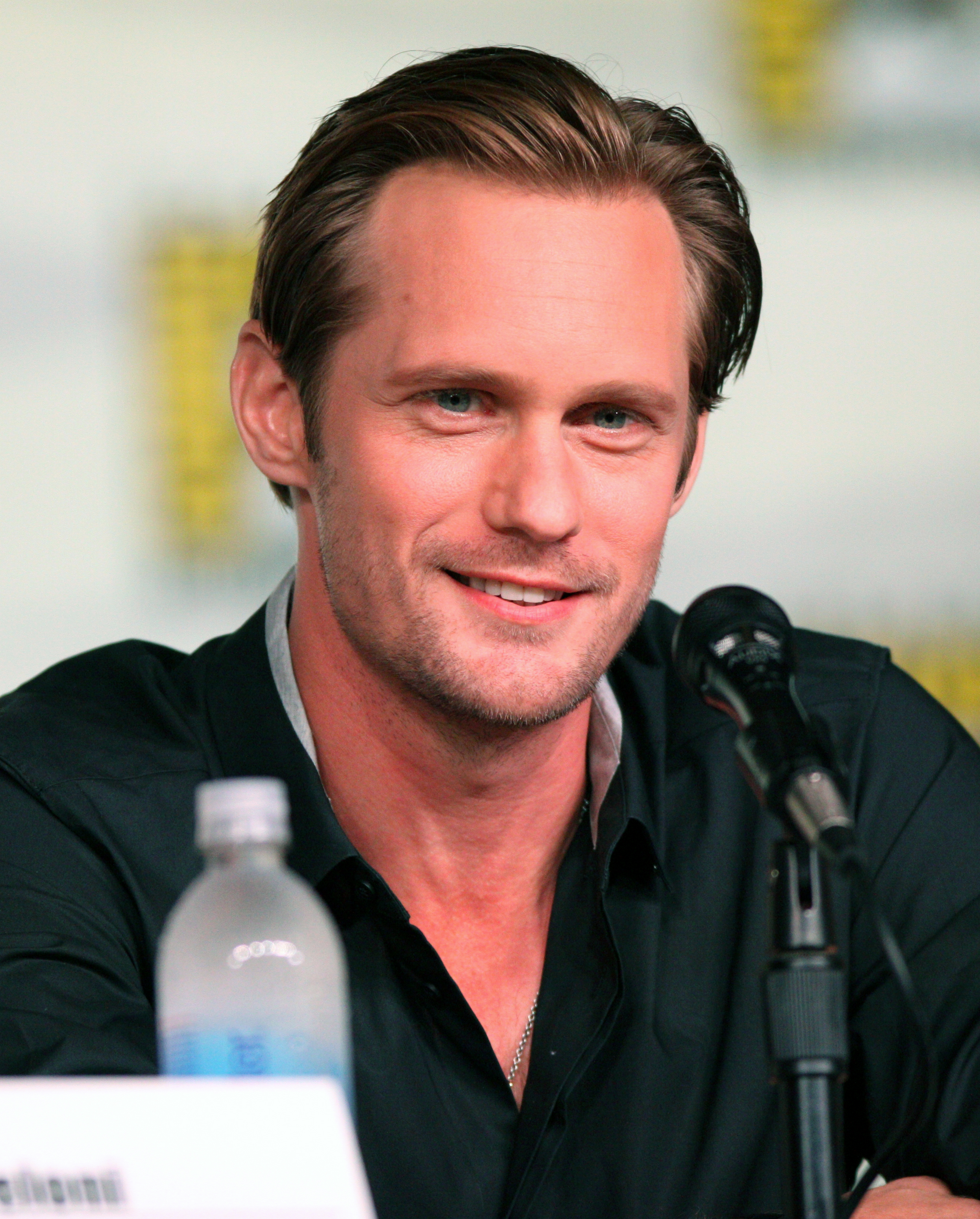
الكسندر سكارسجارد فاز بجائزة أفضل ممثل مساند في مسلسل قصير أو فيلم تلفزيوني

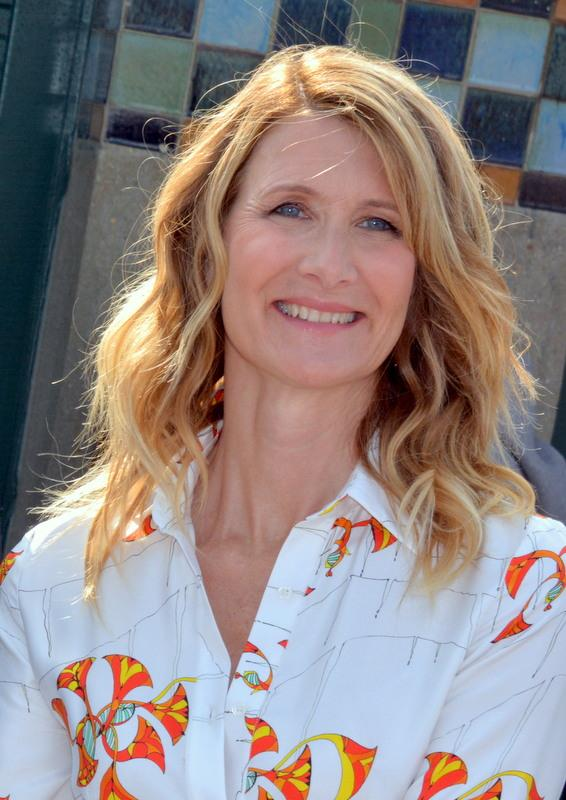
لورا ديرن، أفضل ممثلة مساندة في مسلسل أو فيلم قصير أو فيلم تلفزيوني.

| عدد الترشيحات | الفيلم                         |
| ------------- | ------------------------------ |
| 7             | شكل الماء                      |
| 6             | ثلاث لوحات خارج إيبينغ، ميزوري |
| 6             | ذا بوست                        |
| 4             | لايدي بيرد                     |
| 3             | كل المال في العالم             |
| 3             | نادني باسمك                    |
| 3             | دونكيرك                        |
| 3             | أنا، تونيا                     |
| 3             | الإستعراضي الأعظم              |
| 2             | معركة الجنسين                  |
| 2             | الفنان الكارثة                 |
| 2             | كوكو                           |
| 2             | فيرديناند                      |
| 2             | غت آوت                         |
| 2             | لعبة مولي                      |
| 2             | مدباوند                        |
| 2             | فانتوم ثريد                    |

### المسلسلات
| أفضل مسلسل | أفضل مسلسل |
| دراما | موسيقي أو كوميدي |
| --- | --- |
| - حكاية أمة - التاج - صراع العروش - أشياء غريبة - هؤلاء نحن | - السيدة مايزل الرائعة - سيد اللاشيء - بلاك-يش - سميلف [الإنجليزية] - ويل وغريس |
| أفضل أداء في مسلسل درامي | |
| ممثل | ممثلة |
| - ستيرلينغ ك. براون - هؤلاء نحن بدور راندل بيرسون - جيسون بيتمان - أوزارك بدور مارتن بيرد - بوب أودينكيرك - من الأفضل الاتصال بسول بدور سول غودمان - فريدي هايمور - الطبيب الجيد بدور د.شون مورفي - ييف شرايبر - راي دونوفان بدور رايموند دونوفان | - إليزابيث موس - حكاية أمة بدور جون أزبورن - كلير فوي - التاج بدور الملكة إليزابيث الثانية - كاترينا بالف - دخيلة بدور كلير بوشامب راندال/فريزر - ماغي جيلنهال - The Deuce - كاثرين لانغفورد - ثلاثة عشر سببا بدور هانا بيكر             |
| أفضل أداء في مسلسل موسيقي أو كوميدي | |
| ممثل | ممثلة |
| - عزيز أنصاري - سيد اللاشيء بدور ديف شاه - كيفين بيكن - أنا أحب ديك [الإنجليزية] بدور ديك - أنتوني أندرسن - بلاك-يش بدور أندريه "دري" جونسون - ويليام ميسي - شيملس [الإنجليزية] بدور فرانك غالاهار - إيريك ماكورماك - ويل وغريس بدور ويل ترومان   | - رايتشل بروسنان - السيدة مايزل الرائعة بدور ميريام ميزل - باميلا أدلون - أشياء أفضل بدور سام فوكس - أليسون بري - غلو بدور روث - إيسا راي - إنسكيور [الإنجليزية] بدور إيسا دي - فرانكي شاو - سميلف بدور بريجيت بيرد                      |
| أفضل أداء في مسلسل قصير أو فيلم تلفزيوني | |
| ممثل | ممثلة |
| - إيوان مكريغور - فارغو بدور راي ستوسي - روبرت دي نيرو - ساحر الأكاذيب [الإنجليزية] بدور برنارد مادوف - جود لو - البابا اليافع بدور البابا بيوس الخامس - كايل ماكلاشلان - توين بيكس بدور ديل كوبر - جيوفري راش - العبقري بدور ألبرت أينشتاين      | - نيكول كيدمان - أكاذيب كبيرة صغيرة بدور سيليست رايت - جيسيكا بيل - الآثم (سلسلة) بدور كورا تانيتي - جيسيكا لانج - عِداء بدور جوان كراوفورد - سوزان سارندون - عِداء بدور بيت ديفيس - ريس ويذرسبون - أكاذيب كبيرة صغيرة بدور مادلين ماكينزي |
| أفضل أداء ثانوي في مسلسل أو فيلم تلفزيوني | |
| ممثل مساعد | ممثلة مساعدة |
| - الكسندر سكارسجارد - أكاذيب كبيرة صغيرة بدور بيري رايت - ديفيد ثيوليس - فارغو بدور فارقا - ديفيد هاربر - أشياء غريبة بدور جيم هوبر - ألفريد مولينا - عداء (مسلسل) بدور روبرت - كريستين سلاتر - السيد روبوت بدور إدوارد ألدرسون                   | - لورا ديرن - أكاذيب كبيرة صغيرة بدور ريناتا كيلين - آن دود - حكاية خادمة بدور ليديا - كريسي ميتز - هؤلاء نحن بدور كيت بيرسون - ميشيل فايفر - ساحر الأكاذيب بدور روث مادوف - شايلين وودلي - أكاذيب كبيرة صغيرة بدور جين تشابمان          |
| أفضل مسلسل قصير أو فيلم تلفزيوني | |
| - أكاذيب كبيرة صغيرة - فارغو - عداء - ذا سينر - أعلى البحيرة | |

### مسلسلات بعدة ترشيحات
| عدد الترشيحات | المسلسلات            |
| ------------- | -------------------- |
| 6             | أكاذيب كبيرة صغيرة   |
| 4             | عداء                 |
| 3             | فارغو                |
| 3             | حكاية أمة            |
| 3             | هؤلاء نحن            |
| 2             | ثلاثة عشر سببًا       |
| 2             | بلاك-يش              |
| 2             | التاج                |
| 2             | السيدة مايزل الرائعة |
| 2             | سيد اللاشيء          |
| 2             | الآثم                |
| 2             | سميلف                |
| 2             | أشياء غريبة          |
| 2             | ويل وغريس            |

### مسلسلات بعدة جوائز
البرامج الثلاثة التالية فازت بعدة جوائز:
| عدد الجوائز | البرنامج             | مرجع          |
| ----------- | -------------------- | ------------- |
| 4           | أكاذيب كبيرة صغيرة   | [ 20 ] [ 21 ] |
| 2           | حكاية أَمة            | [ 22 ]        |
| 2           | السيدة مايزل الرائعة | [ 23 ] [ 24 ] |

## روابط خارجية
- الموقع الرسمي لغولدن غلوب
 (بالإنجليزية)
- حفل توزيع جوائز الغولدن غلوب الخامس والسبعون على موقع IMDb (الإنجليزية)
- حفل توزيع جوائز الغولدن غلوب الخامس والسبعون على موقع كينوبويسك (الروسية)